# Foster the People
Foster the People — американская рок-группа, основанная в Лос-Анджелесе, Калифорния, в 2009 году. Марк Фостер (вокал, клавишные, гитара), Марк Понтиус (ударные), и Кабби Финк (гитара и бэк-вокал) сформировали группу, когда им было уже за 25. Марк Понтиус в прошлом играл на ударных и снимал видеоклипы для инди-поп-группы Malbec.

## Биография музыкантов
Первоначально Марк Фостер назвал свою группу Foster & the People («Фостер и люди»), но большинством слушателей название воспринималось как «Foster the People» («Способствовать людям»). В конце концов группа сменила своё название и приняла имидж «пособников человечества». Так название и прижилось.
Радио NPR стало часто включать в ротацию их песни и тем самым поспособствовало тому, что группу пригласили на крупные фестивали The Hype Machine и Southwest.
В мае 2011 года группа участвовала в судебном иске по поводу нарушения условий контракта. Дело урегулировано мирным соглашением в июле того же года. Сумма сделки не оглашалась.
Группа прославилась в первую очередь благодаря синглу «Pumped Up Kicks», который занял первое место в чарте Alternative Songs, третье место в Rock Songs и Hot 100.
После двухлетнего тура в поддержку «Torches» в марте 2014 года группа выпустила свой второй альбом «Supermodel», которому предшествовал сингл «Coming Of Age».
В сентябре 2015 года в твиттере группа Foster the People объявила об уходе Кабби Финка.
В июле 2017 года группа выпустила свой третий студийный альбом «Sacred Hearts Club» при участии Айсома Иннис и Шона Чимино, которые были участниками тура и вошли в официальный состав.

## Дискография

### Студийные альбомы
| Альбом                 | Информация                                                                                   | Место в чартах | Место в чартах | Место в чартах | Место в чартах | Место в чартах | Место в чартах | Место в чартах |
| Альбом                 | Информация                                                                                   | US             | US Alt         | US Rock        | AUS            | CAN            | IRL            | UK             |
| ---------------------- | -------------------------------------------------------------------------------------------- | -------------- | -------------- | -------------- | -------------- | -------------- | -------------- | -------------- |
| Torches                | - Выпущен: 23 мая 2011 - Лейбл: Columbia Records - Форматы: CD, цифровая дистрибуция, винил  | 8              | 1              | 1              | 9              | 7              | 38             | 24             |
| Supermodel             | - Выпущен: 18 марта 2014 - Лейбл: Columbia Records - Форматы: Цифровая дистрибуция           | 3              | 1              | 1              | 8              | 4              | n/a            | 26             |
| Sacred Hearts Club     | - Выпущен: 21 июля 2017 - Лейбл: Columbia Records - Форматы: CD, цифровая дистрибуция, винил |                |                |                |                |                |                |                |
| Paradise State of Mind | - Выпущен: 16 августа 2024 - Лейбл: Atlantic Records - Форматы: Цифровая дистрибуция         |                |                |                |                |                |                |                |

### Мини-альбомы
| Название          | Информация                                                                             |
| ----------------- | -------------------------------------------------------------------------------------- |
| Foster the People | - Выпущен: 18 января 2011 - Лейбл: Columbia Records - Форматы: Digital download, винил |

### Синглы
| Сингл             | Год  | Высшая позиция в чартах | Высшая позиция в чартах | Высшая позиция в чартах | Высшая позиция в чартах | Высшая позиция в чартах | Высшая позиция в чартах | Высшая позиция в чартах | Высшая позиция в чартах | Высшая позиция в чартах | Статус        | Альбом  |
| Сингл             | Год  | US                      | US Alt                  | US Rock                 | CAN                     | CAN Alt                 | IRL                     | NL                      | NZ                      | UK                      | Статус        | Альбом  |
| ----------------- | ---- | ----------------------- | ----------------------- | ----------------------- | ----------------------- | ----------------------- | ----------------------- | ----------------------- | ----------------------- | ----------------------- | ------------- | ------- |
| «Pumped Up Kicks» | 2010 | 3                       | 1                       | 3                       | 17                      | 1                       | 30                      | 35                      | 6                       | 18                      | - US: Золотой | Torches |
| «Helena Beat»     | 2011 | —                       | 31                      | —                       | —                       | 22                      | —                       | —                       | —                       | —                       |               | Torches |

### Промосинглы
| Сингл     | Год  | Альбом  |
| --------- | ---- | ------- |
| «Houdini» | 2011 | Torches |

### Клипы
| Название                          | Год       | Режиссёр     |
| --------------------------------- | --------- | ------------ |
| «Pumped Up Kicks»                 | 2011      | Йозеф Гейнер |
| «Helena Beat»                     | 2011      | Эйс Нортон   |
| «Call It What You Want»           | 2011      |              |
| «Don’t Stop (Color on the Walls)» | 2011      | Daniels      |
| «Houdini»                         | 2012 2014 | Daniels      |
| «Coming of Age»                   | 2012 2014 |              |
| «Best Friend»                     | 2012 2014 | BREWER       |

## Награды и номинации
| Год  | Премия                 | Категория            | Работа            | Результат |
| ---- | ---------------------- | -------------------- | ----------------- | --------- |
| 2011 | MTV Video Music Awards | Лучшая новая группа  | «Pumped Up Kicks» | Номинация |
| 2011 | MTV Video Music Awards | Лучшее рок-видео     | «Pumped Up Kicks» | Номинация |
| 2011 | Q Awards               | Лучшая песня         | «Pumped Up Kicks» | Номинация |
| 2012 | BRIT Awards            | Международный прорыв |                   | Номинация |